# Forza Horizon 4
Forza Horizon 4 is een racespel ontwikkeld door Playground Games. Het spel werd uitgegeven door Microsoft Studios en is op 2 oktober 2018 uitgekomen  voor Windows en de Xbox One. Het spel speelt zich af in een nabootsing van het Verenigd Koninkrijk. Het is het elfde spel in de Forza-serie en het vierde deel in de Forza Horizon-reeks.

## Gameplay
Het verhaal van Forza Horizon 4 richt zich op het Verenigd Koninkrijk als thuisbasis van de speler als racer. Het spel verandert elke week van seizoen, waardoor de omgeving veranderlijk zal zijn.
Forza Horizon 4 heeft tijdens het volledige spel geïntegreerde multiplayer. In multiplayerservers kunnen tot 72 spelers tegelijk door dezelfde wereld rijden; in voorgaande spellen konden enkel races samen worden gespeeld.
Eliminator
Eliminator is de Battle Royale modus in Forza Horizon 4. In deze modus strijden 64 spelers in een arena om de overwinning. Spelers kunnen elkaar uitdagen voor een head-to-head race. Dit is een race naar een door de game geselecteerd punt in de arena. Als de race wordt gewonnen, blijft de persoon in de game, als deze wordt verloren, wordt de persoon uit het spel gehaald. Je kunt dan zijn auto kiezen of een auto van een level hoger dan die van jou. Als er rond de 10 spelers over zijn begint de eindrace die bepaalt wie wint.